# Pristimantis petersi
Pristimantis petersi là một loài động vật lưỡng cư trong họ Strabomantidae, thuộc bộ Anura. Loài này được Lynch & Duellman mô tả khoa học đầu tiên năm 1980. Loài này được tìm thấy ở Colombia và Ecuador. Môi trường sống tự nhiên của nó là các khu rừng vùng núi ẩm nhiệt đới hoặc cận nhiệt đới. Loài này đang bị đe dọa do mất môi trường sống.